# メーネゼー

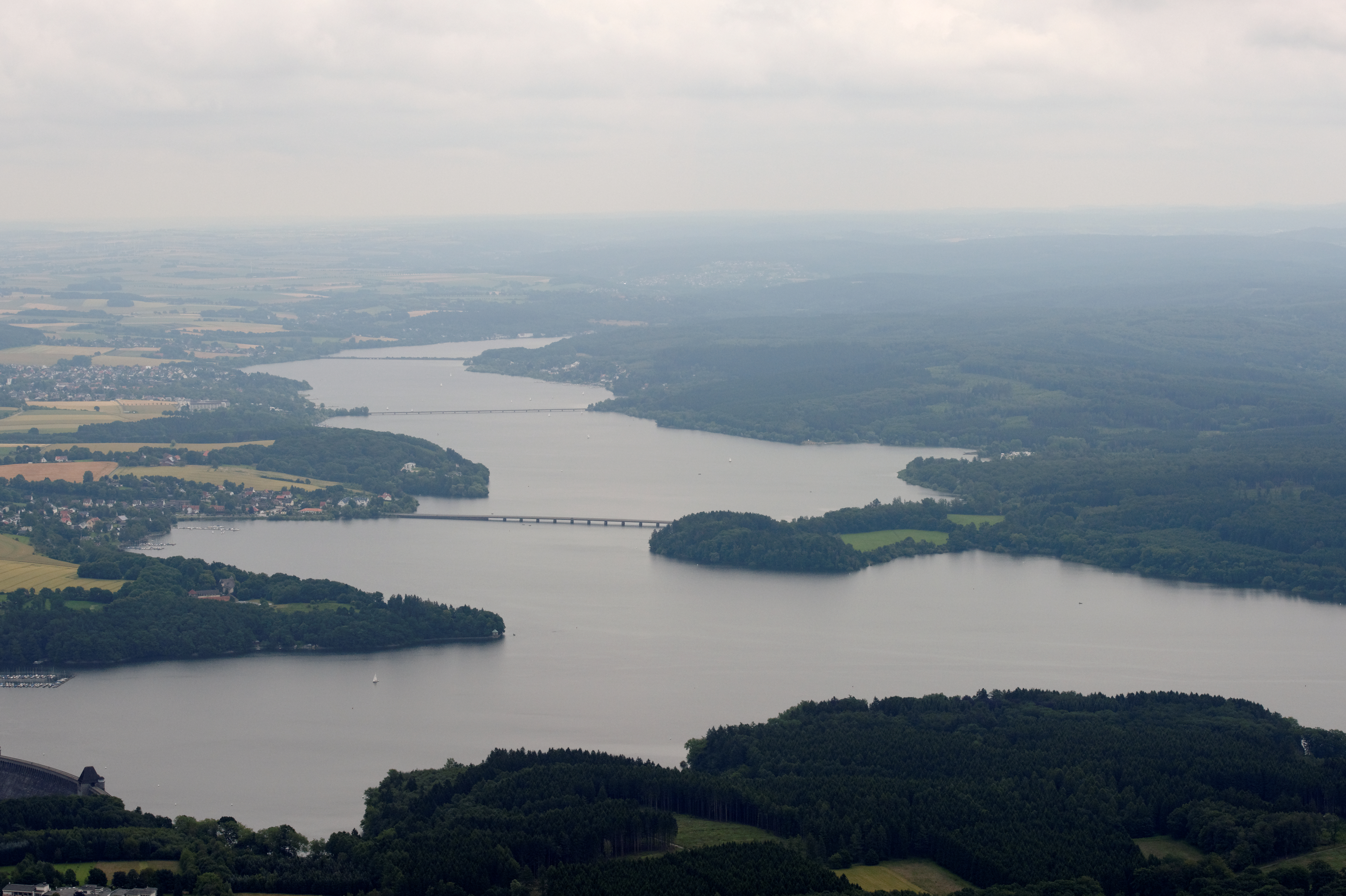
メーネ人造湖。西から東方向に撮影している。

メーネゼー (ドイツ語: Möhnesee, ドイツ語発音: [ˈmøːnəzeː]) は、ドイツ連邦共和国ノルトライン＝ヴェストファーレン州アルンスベルク行政管区のゾースト郡に属す町村（以下、本項では便宜上「町」と記述する）である。この町は北ドイツ低地から中低山地のザウアーラントへの移行部に位置する。この町は、1969年にノルトライン＝ヴェストファーレン州の市町村新設に伴いアムト・ケルベッケが廃止されたことで成立した。町名は1908年から1912年に造成されたメーネ川のメーネ人造湖に由来する。この湖は重要な観光地であり、現在はこの町の最も主要な経済因子となっている。

## 地理

### 位置
メーネゼーはゾースト郡の南部に位置する。北側の隣町がゾースト市である。町域はヴェストファーレン盆地、ハールシュトラング、北西のアルンスベルクの森のそれぞれ一部含んでいる。最大の地区は中央、メーネ湖畔にあるケルベッケ地区である。メーネタール（メーネ川の谷）に位置するその他の地区としては、フェリングハウゼン、シュトックム、デレッケ、ギュネ、ブリュニングゼンがある。メーネ川の北側にも数多くの村落が点在する。メーネ川の南側にあるのは、ヘーフェ川沿いのノイハウス地区だけである。
町内の最も大きな水域は、中央部に位置するメーネ湖である。町内を東西にメーネ川が流れている。また、町内で2番目に大きな川であるヘーフェ川が、アルンスベルクの森を通って東西に流れメーネ湖に注いでいる。メーネ川にもヘーフェ川にもアルンスベルクの森の短い小川が数多く流れ込んでいる。ハールシュトラングはリッペ川とルール川の分水界となっており、ハールシュトラングの北側の川はリッペ川に注ぎ込む。
町域の北西角に当たるビルマー・グルントに海抜 148 m の町内最低地点がある。ハールシュトラングは西側で海抜 264 m、東側は海抜 301 m まで上る。次いでメーネ川の谷の海抜 178 m から 218 m まで急激に落ち込んでいる。町内の最高地点は、町域南部のアルンスベルクの森に属す海抜 413 m のファンコプフと海抜 407 m のフライエノーラー・ヘーエである。

### 町域の広がり
町域の面積は 123 km2 である。このうち 46.0 % が森林、34.6 % が農業用地、8.9 % が水域、4.9 % が住宅地および空き地、4.2 % が交通用地、1.3 % がレジャー用地である。1億3500万 m3 の水を貯蔵するメーネタール堰は町域面積の約 9.0 % を占める。

### 隣接する市町村
メーネゼーは、北はゾースト、北東はバート・ザッセンドルフ、南東はヴァールシュタイン、南はアルンスベルク、西はエンゼと境を接している。
隣接する最も大きな都市がゾーストとアルンスベルクである。ゾースト中心部までは約 10 km の距離がある。近隣のパーダーボルンまでは約 55 km、ハーゲンとドルトムントはそれぞれ 60 km の距離にある。

### 自治体の構成
基本条例 §3 Abs. 1 によれば、自治体としてのメーネゼー町は14の「ゲマインデベツィルク」（地区）からなる。
| 地区名                  | 地区名          | 人口   |
| ----------------------- | --------------- | ------ |
| ベルリングゼン          | Berlingsen      | 265    |
| ブリュリングゼン        | Brüllingsen     | 152    |
| ビュエッケ              | Büecke          | 112    |
| デレッケ                | Delecke         | 638    |
| エヒトロプ              | Echtrop         | 355    |
| エリングゼン            | Ellingsen       | 85     |
| ギュネ                  | Günne           | 2,053  |
| ヘヴィングゼン          | Hewingsen       | 253    |
| ケルベッケ              | Körbecke        | 4,562  |
| シュトックム/ノイハウス | Stockum/Neuhaus | 776    |
| タイニングゼン          | Theiningsen     | 104    |
| フェリングハウゼン      | Völlinghausen   | 1,290  |
| ヴァーメル              | Wamel           | 713    |
| ヴィプリグゼン          | Wippringsen     | 522    |
| 合計                    | 合計            | 11,989 |

人口は、2017年9月30日現在の数値である。
それぞれの地区が地区代表をメーネゼー町議会議員に選出している。

## 歴史
メーネゼー町は、1969年7月1日にアムト・ケルベッケから形成された。この町に属す多くの集落は長い歴史を有している。古くから定住がなされていたのは町の北部のゾースト沃野に属す部分である。ハールシュトラングも長い定住の歴史を有している。これに対して、南部はアルンスベルクの森であり、定住者は今も昔もわずかである。メーネ川の谷は中世にはアルンスベルク伯領に属した。伯家はケルベッケ近郊にレーエンを設けた。ケルベッケには伯の裁判所が設けられた。この地域は1368年に他の伯領とともにケルン選帝侯領となった。この地域は19世紀初めまでヴェストファーレン公領の一部となった。ケルベッケ教会区は15か村で形成されていた。時折、ゾーストとケルン選帝侯との間で帰属問題が起こった。ケルベッケ裁判所は同時に、公領の通常の地方行政機構の外にある行政機関でもあった。教会組織の上ではゾースト市と緊密な関係にあった。ゾーストの聖パトロクリ修道院は、ケルベッケの司祭を任命する権利を有していた。
ベルリングゼンには、フルダ修道院の所領があった。デレッケ村は1191年に初めて記録されている。ドリュッゲルター礼拝堂は、1150年に記録されている。ビュエッケ村は1210年からエーリングハウゼン修道院に属した。この修道院はエヒトロプにも所領を有していた。この集落はかなり古く、800年頃に成立していたと考えられる。ケルベッケは987年に初めて文献に記録されている。ケルベッケの教区教会は18世紀に建設された。しかし、この教会は古い前史を有している。その教会塔は1150年頃に建設されたものである。

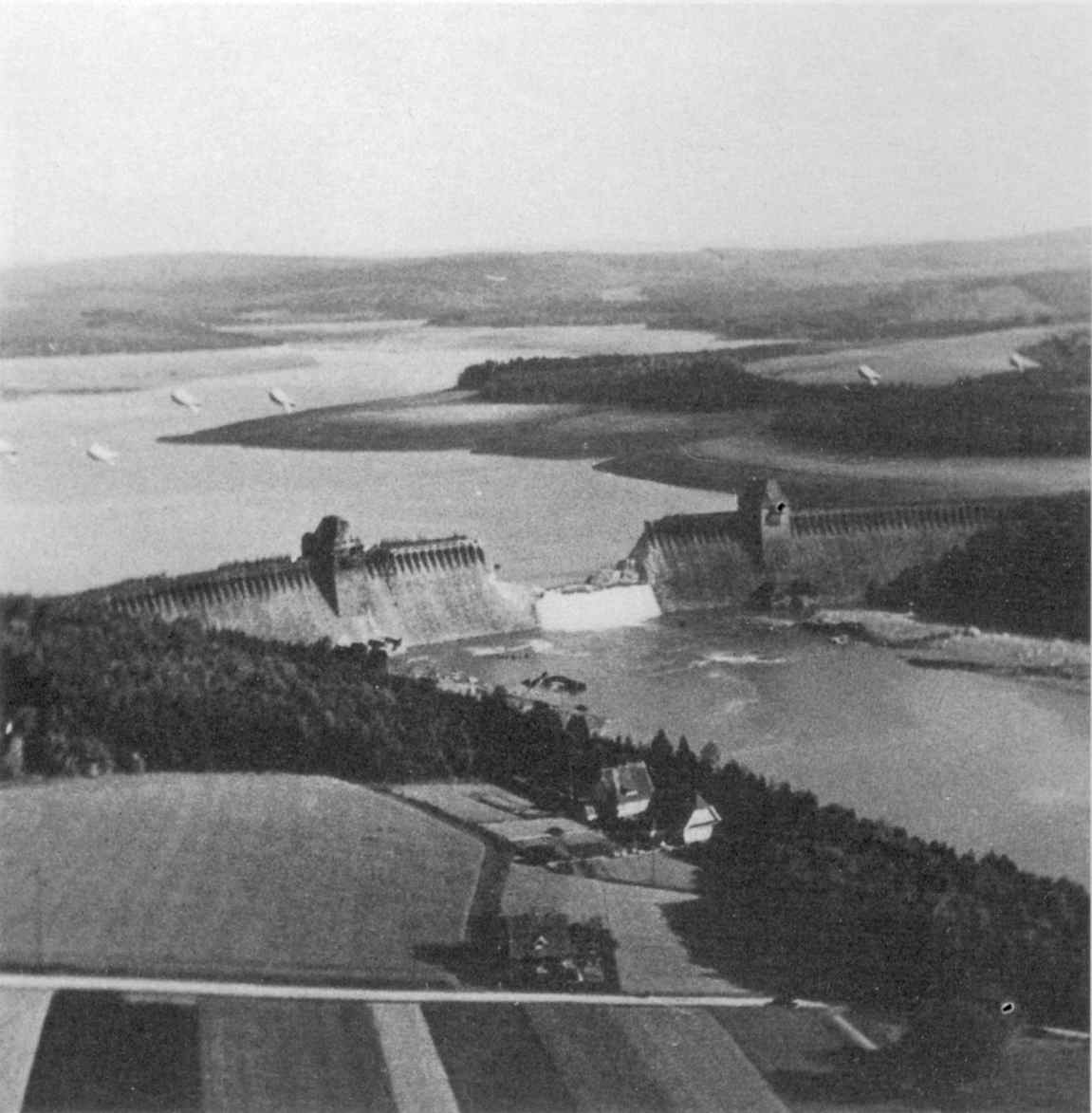
爆撃によってメーネ人造湖のダムが破壊され、奔流が下流域を襲った。

現在の町域の発展を決定づけたのは1908年から1912年に建設されたメーネタール堰である。第二次世界大戦時の1945年に爆撃で破壊されるまでヨーロッパ最大の石橋がケルベッケの町の中心から湖を越えて南岸にまで架けられていた。この端は1960年代に歩行者専用橋に架け替えられた。
メーネタール堰のダム本体はギュネ地区にある。このダムは長い工期を経て1913年7月12日に完成したが、1943年5月にイギリス空軍の反跳爆弾によって破壊された（チャスタイズ作戦）。これがメーネの惨劇を引き起こした。早くも同年10月にはダムの再建が開始された。
集落は大部分が湖周辺に位置している。メーネタール堰の建設以前には、集落地の多くは川床にあった。ダム建設により多くの住民が移住を強いられた。
およそ10年ごとに堰はメインテナンスのために完全に空にされる。この際に、たとえばシュトックムの堰堤付近では、19世紀までの集落の基礎壁跡を見ることができる。
1969年の自治体新設以後、この町では特に観光促進を目的に、数多くのインフラ整備が行われた。

### 町村合併
メーネゼーは、1969年6月24日の「ゾースト郡とベックム郡の一部の新設に関する法律」に基づき、1969年7月1日にアムト・ケルベッケを構成していた以下の町村から形成された:
| - ベルリングゼン - ブリュリングゼン - ビュエッケ - デレッケ (メーネゼー) - エヒトロプ | - エリングゼン - ギュネ (メーネゼー) - ヘヴィングセン - ケルベッケ (メーネゼー) - シュトックム (メーネゼー) | - タイニングゼン - フェリングハウゼン (メーネゼー) - ヴァーメル (メーネゼー) - ヴェストリヒ - ヴィプリングゼン |

ケルベッケは、最も大きな地区であり、メーネゼーの町政機関の所在地である。

## 住民

### 宗教
メーネゼーの住民は、基本的にはキリスト教徒である。最も多いのが、55 % を占めるローマ＝カトリック信者である。その教会組織はイェズス・クリストゥス・メーネゼー教会区に集約されており、パーダーボルン司教区のヘルヴェーク首席司祭区に属している。第二次世界大戦後まで、プロテスタントの信者は圧倒的に少数派であった。現在は約 26 % がプロテスタント信者である。彼らはヴェストファーレン福音主義教会ゾースト教会クライスに属している。住民の 19 % は他の宗教の信者または無宗教である。

### 人口推移
以下の表は、各年12月31日の該当する町域におけるメーネゼーの人口である。この町の人口は1995年に初めて1万人を超えた。数値は州のデータ管理・統計局の研究値である。1975年から1985年までは推定値、1987年以降は1987年の人口調査結果に基づく算定値である。
| 年   | 人口（人） |
| ---- | ---------- |
| 1975 | 8,637      |
| 1980 | 9,182      |
| 1985 | 9,106      |
| 1990 | 9.104      |
| 1995 | 10,114     |
| 2000 | 11,093     |
| 2005 | 11,428     |
| 2010 | 11,393     |
| 2010 | 11,608     |

## 行政

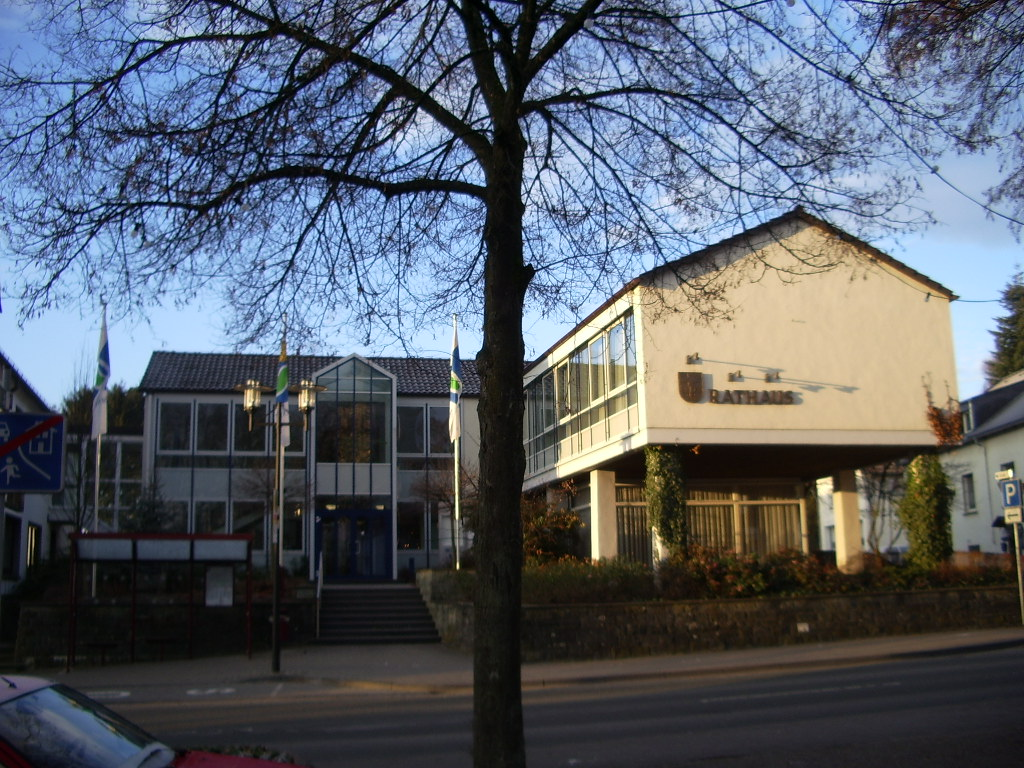
メーネゼーの町役場

### 議会
メーネゼーの町議会は30議席で構成されている。

### 首長
2009年8月30日の町長選挙で無所属のハンス・ディックが 48.4 % の票を獲得して町長に選出された。

### 紋章と旗
メーネゼーは、1970年10月26日のアルンスベルク行政管区長官の文書により以下に記述する旗を使用する権利を得た。
図柄: 銀地（白地）と青地に波状に上下二分割。上部は端が縁に接する黒十字。下部は銀（白）の鷲（基本条例§2 Abs.1）。
この紋章はアムト・ケルベッケが1959年から用いていたものである。鷲は、かつてアルンスベルク伯領に属していたことを象徴しており、十字はケルン選帝侯すなわちヴェスファーレン公領に属していたことを示している。
この町は上述の同じ文書で以下の旗を使用する権利も得た。
幟旗は、長辺と平行に青地と白地に等幅に塗り分けられており、中央上部に町の紋章が描かれている。通常の旗は、長辺と平行に青地と白地に等幅に塗り分けられており、中央に町の紋章が描かれている（基本条例§2 Abs. 2）。

### 姉妹自治体
- ヴィンツェンハイム（フランス語版、英語版）（フランス、オー＝ラン県）1988年[17]

## 文化と見所

### 演劇
固定された演劇のステージは、この町にはない。ヘヴィングゼン地区に「Dai Hiewinger Theaterluie」という名所の演劇クラブがある。このクラブは1993年に発足した。練習は、「聖フーベルトゥス・ヘヴィングゼン射撃兄弟団」の射撃ホールで行われている。

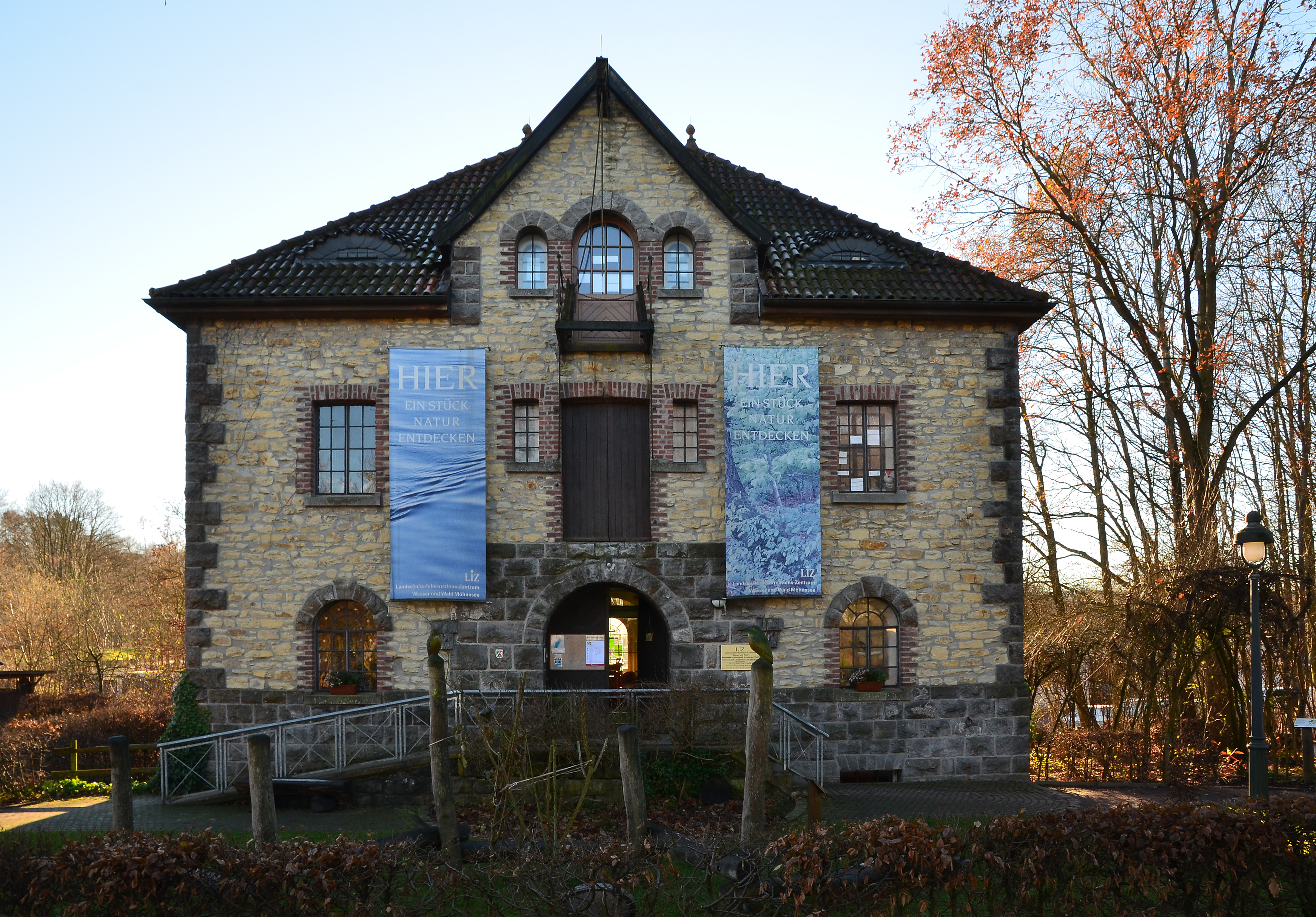
水と森の景観情報センター

### 博物館
ギュネの「景観情報センター」 (LIZ) では、メーネタール堰やアルンスベルクの森自然公園周辺の景観に関する情報を得ることができる。いわゆる体験スペースでは研究や発見に駆り立てられる。谷の堰堤の調整池近くにある修復された機械水車は「メーネゼー水と森の景観情報センター振興会 e.V.」が NRW-シュティフトゥングの資金援助を受けて展示用に再建したもので、訪問者はメーネゼー地域の自然をじっくりと体感することができる。

### 音楽
「ドリュッゲルター・クンストシュテュッケン」は町外でも有名である。一部は礼拝堂、一部はシュルテ・ツー・ドリュッゲルテ農場の納屋で、芸術家が創作した作品の傍らでクラシック音楽からジャズや世界の音楽のコンサートが開催される。このフェスティバルは「ヴェストファーレンの小さなフェスティバル」と銘打たれている。この他に礼拝堂では、定期的に室内楽コンサートが行われている。

### 建築
メーネゼーでは28件の建物やその他の保護文化財が、文化財リストに掲載されている。この他に、4つの地質学文化財がある。

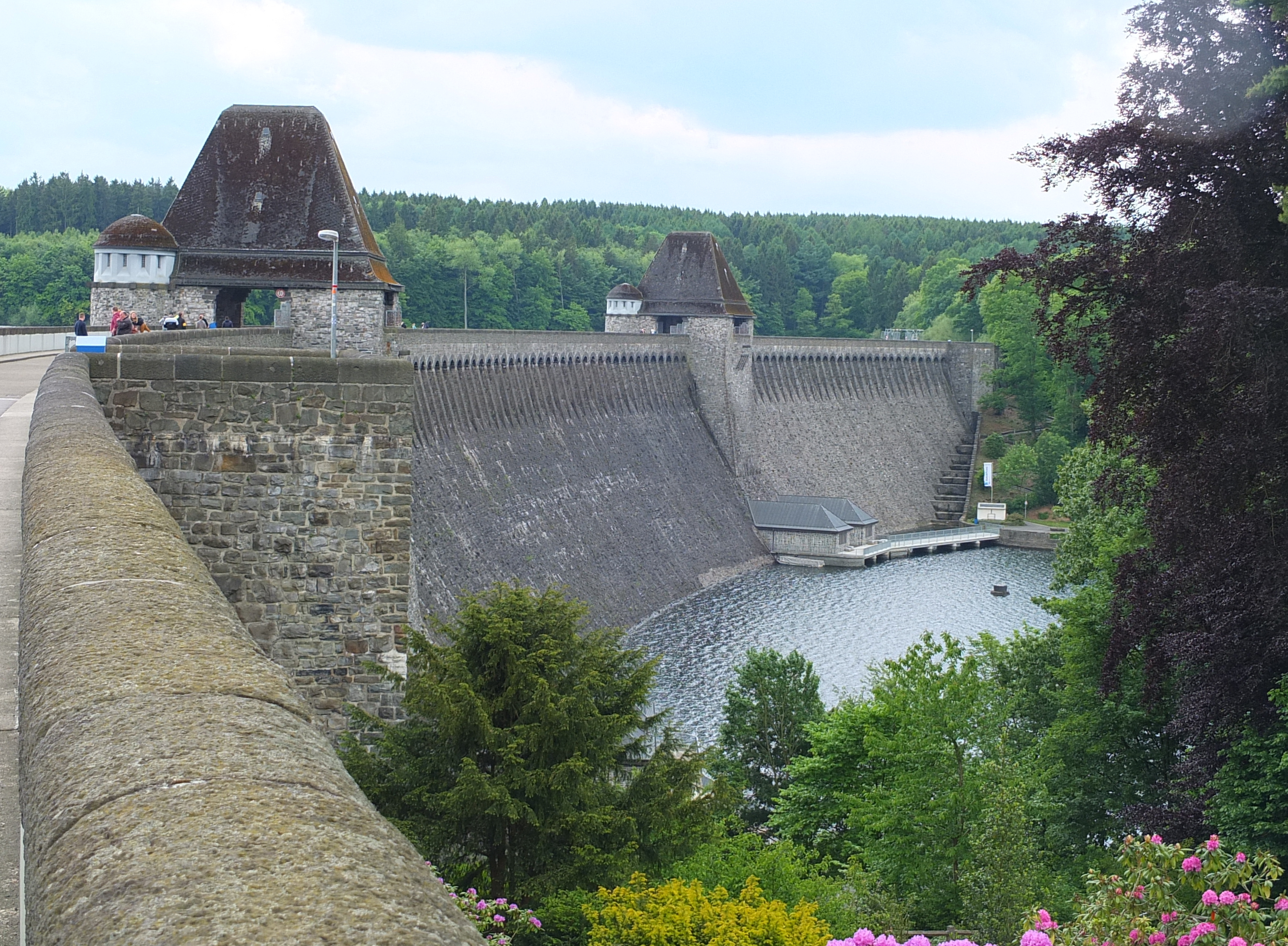
メーネタール堰（ダム）

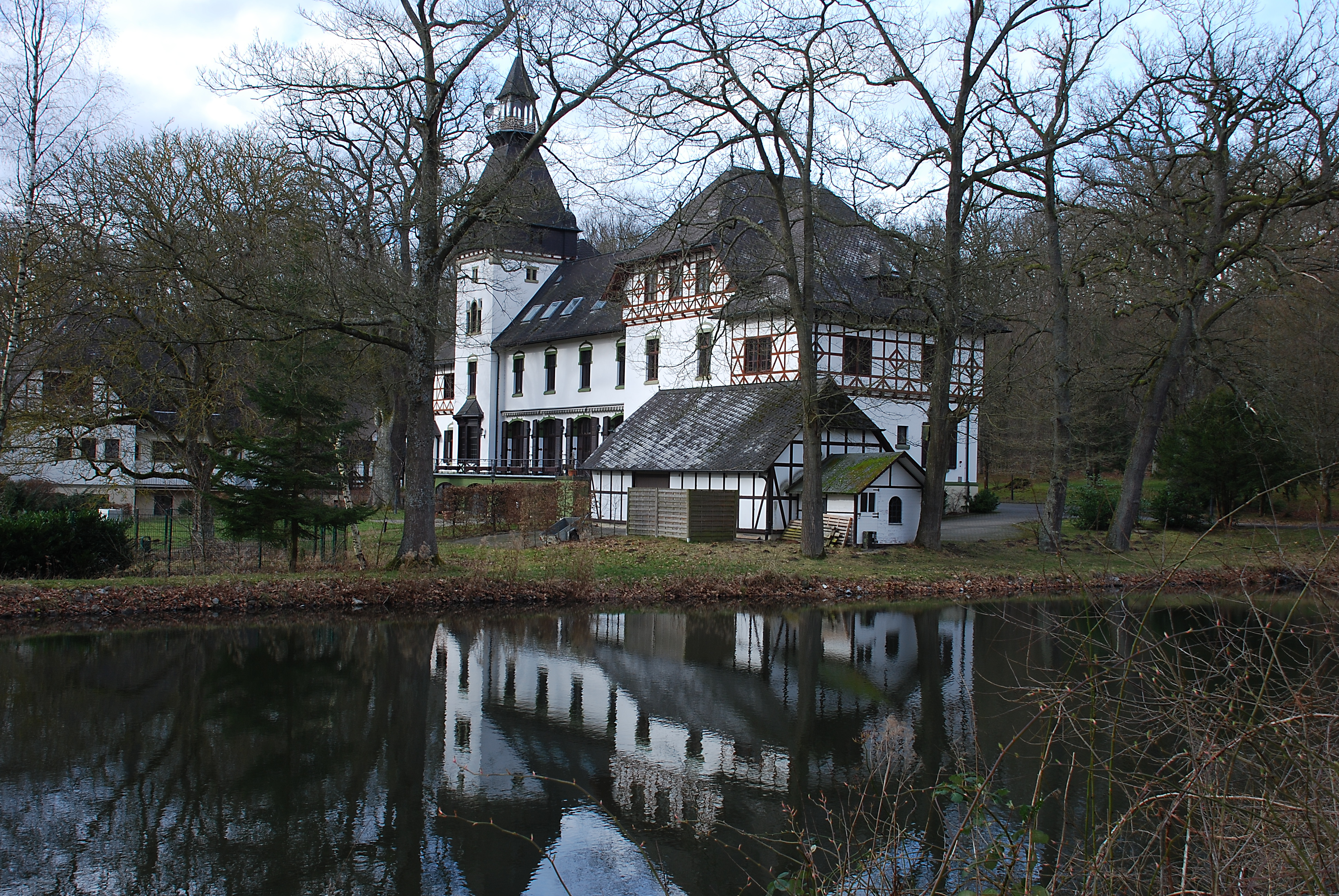
聖マイノルフ城

#### メーネタール堰
メーネゼーの中心的建造物が、1908年から1913年に建設されたダムである。このダムは、貯水量 1億3450万 m3 で、渇水期の調整に用いられている。

#### 教会と礼拝堂
ケルベッケの聖パンクラティウス教区教会は、ほぼ300年の歴史を持つ古い教会である。その芸術性高い内装・調度は、ベレッケのハインリヒ・シュトュッティングによって創作された。ドリュッゲルター礼拝堂は、おそらく12世紀に建設された。この礼拝堂は、周辺の教会や礼拝堂の長堂の平面図から設計された集中式建築として、建築史上重要である。100冊以上の書物で様々な理論が述べられ、この礼拝堂建築を理解しようと努めている。

#### 塔と橋
保護文化財に指定されている砂岩製のビスマルク塔は、1987年から高さ18 m の展望塔として入場可能である。この塔は、ドイツで最後に完成したビスマルク塔の一つである。
ヴァーメルのカンツェル橋は建築学上の見所である。この橋は1913年10月に完成した。ボックム＝ドルフスの民族的な議会の意向でこの橋は、ドイツ最古の石橋の一つであるドナウ川に架かるパッサウの石橋と同様の建築様式が用いられている。
ケルベックの歩行者専用橋からメーネ湖を渡って南に約 1000 m、堰止め湖の南の高台に2014年秋、高さ 42.5 m のメーネゼー塔が建設された。展望台からは、堰止め湖とその周辺やメーネゼーの町域が一望できる。

#### 狩りの城館　聖マイノルフ城
ノイハウスとデレッケとの間のヘーフェタールにある狩りの城館 聖マイノルフ城は、1891年に、ハンブルクの銀行家ドナー家によって「ヴィルヘルムスルー」という名で建設された。その後ヴィルヘルム・フォン・オペルの所有となった。1911年以降、増改築により、かなり拡張がなされた。その後、この建物は教会が所有した。現在の所有者は、オランダの企業家である。2007年4月1日までに歴史的な空間が修復され、ホテル営業が開始された。楼門はデレッケの南のレンヴェークにある。この楼門は、1911年にかつてのオペル猟獣園の入り口ゲートとして建設され、利用されていた。猟獣園へ入場するには直接この建物を通っていった。この楼門は現在レストランとして利用されている。
- 聖パンクラティウス教会
- 聖パンクラティウス教会の内部
- ドリュッゲルター礼拝堂
- メーネゼー＝デレッケのビスマルク塔
- カンツェル橋
- メーネゼー塔

### 公園
メーネゼーには、ケルベッケのメーネ河畔、湖沿いのプロムナード沿いに公園がある。ここには吊り橋、大きな子供広場、ボート池がある。

### 自然保護、景観保護

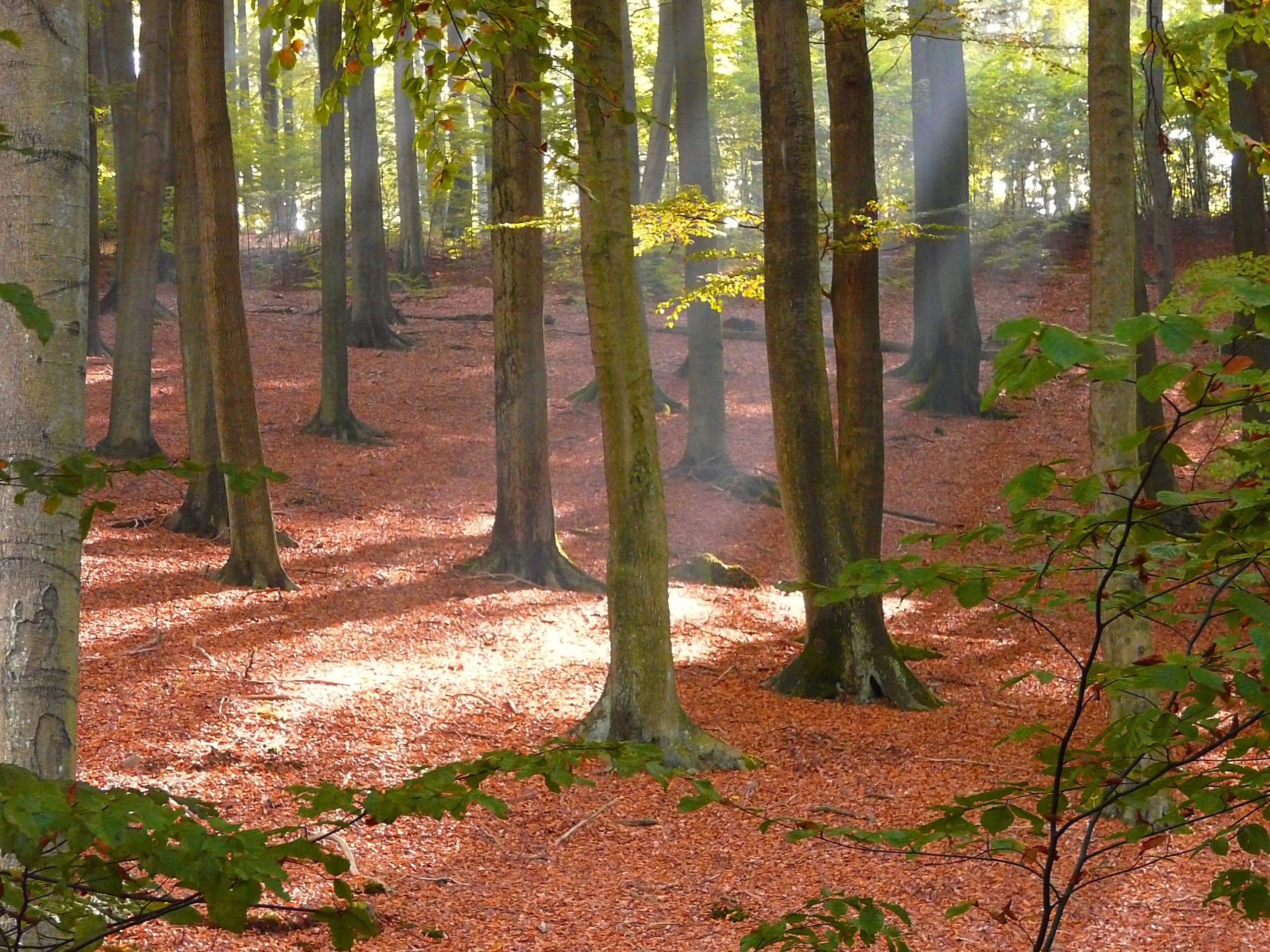
アルンスベルクの森自然保護地区

町域は、住宅地以外は、自然保護地区 (NSG) など高次の保護指定がなされていない限りは、景観保護地区に指定されている。町内には、ヘーフェアームおよびヘーフェ湖自然保護地区 (302.88 ha)、メーネタール自然保護地区 (607.44 ha)、アルンスベルクの森自然保護地区 (3920.46 ha)、モースフェルデ森林保護自然保護区 (99.21 ha)、ビュエッケ演習場自然保護区 (232.47 ha)がある。
メーネ湖の南側と西側は、これにつながった北岸のいくつかの部分を含め、アルンスベルクの森自然公園の一部である。メーネタール堰は4000から6000羽の水鳥の休憩・越冬地として大変に重要であるため、EU のナチュラ2000保護地域プログラムに欧州鳥類保護地域として登録されている。多くの地区が欧州保護地域（FFH-地域）となっている。FFH-地域は多くの自然補と地域やその他の保護カテゴリーの土地を含んでいる。
町内には法的に保護されたビオトープや自然文化財もある。いくつかの樹木、重要な樹木群や岩石が自然文化財に指定されている。ケルベッケからノイハウスへの遊歩道沿いのアルンスベルクの森にある大きな蟻塚「ホーアー・シュトス」もその一つである。
特にダム周辺には多くの種類の水鳥が孵化のために飛来する: カンムリカイツブリ、コブハクチョウ、マガモ、キンクロハジロ、バン、アオサギ、オオバン、カワセミ、キセキレイ、カワガラスなどである。他に、ナベコウ、アカトビ、ワタリガラスが町域内に住み着いている。
かつては 600 ha の広さがあった聖マイノルフ周辺のドナーの猟獣棲息区域に、1893年に初めてアジアのシカ（ニホンジカ）が放された。その他の動物はこの地に造営されたオペル猟獣園に住んだ。1936年、猟獣園の柵が壊れていたため動物たちは周囲の森に逃げ出した。遅くとも柵が解放された後には、ドイツの在来種でない動物がアルンスベルクの森全域に拡散した。1970年代、約1000頭の動物がいた。その後狩りによって生息数は減少した。

### スポーツ
冷戦の時代、エヒトロプにカナダ兵が駐在しており、1950年代に屋外にスケートリンクを作成した。ここでの最初のアイスホッケーの試合は1954年に行われた。その後、ここにアイススポーツホールが建設された。1970年代にカナダ軍は撤退したため、この施設はゾースト郡が引き継いだ。
メーネゼーは、ヴェストファーレン遊歩道およびザウアーラント森林ルートに面している。全長 480 km の自転車道カイザー＝ルートがメーネゼーを通っている。

### 年中行事
バウエルンマルクトでは、市場の他にケルベックの商店で祝日に買い物ができ、工芸作品の展示が行われる。

### 名物料理・食材
メーネ湖のパイクパーチがこの地域の名物食材である。祝いの席では、たとえばベルクリンゼンのワインと合わせて食される。レストランでは季節の食材としてメニューに載せている。

## 経済と社会資本

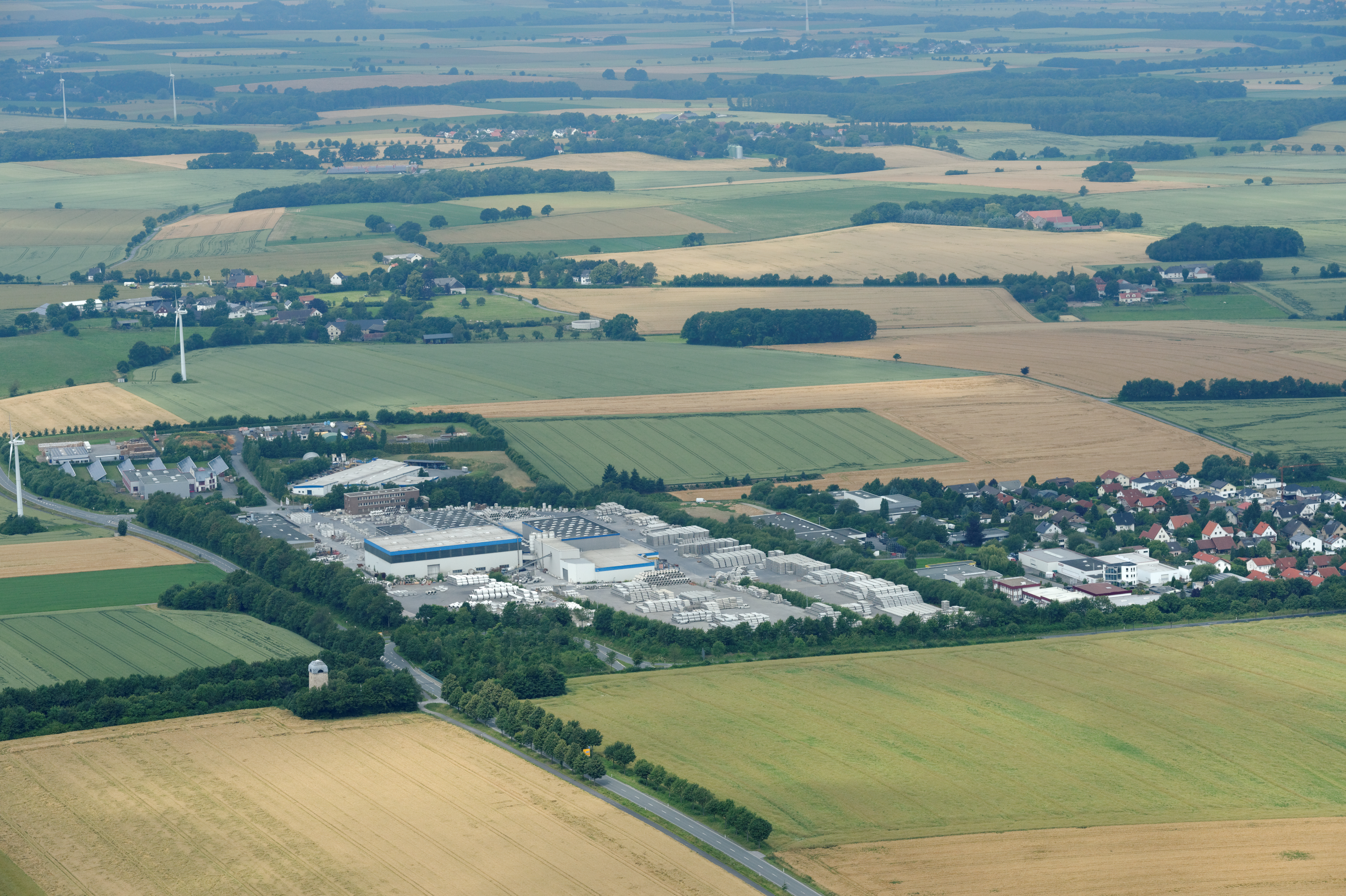
ヴィップリングゼン産業パーク

メーネゼーは主に農業の町である。多くの地区が、ドイツで最も肥沃な農耕地の一つであるゾースト沃野に位置している。
メーネ湖自体は、観光業が主体である。メーネ湖北岸の地区は農家が主体ではあるが、エヒトロプやヴィップリングゼンの産業パークがある。
この他にいくつかの産業地域に重要な企業が立地している。エヒトロプのメーネゼー産業パークに本社を置いていたコンピューターの製造・販売チェーンのアテルコ社は2016年に倒産した。
2015年6月30日現在、この町に2,531人の社会保険支払い義務のある労働者がいる。このうち 811人が製造業、643人が商業および交通・運輸業、1,024人がその他のサービス業に従事している。

### 交通
メーネゼーにはアウトバーン A44号線が通っており、ゾースト・インターチェンジで連邦道 B229号線に接続している。さらに B229号線は B516号線（ハールヴェーク）と交差している。こうした交通工学上の接続の良さは、この町の主要経済因子である観光業にとって重要である。
観光によって交通量が増える一方で、負の要素を生じさせた。メーネゼーは、人口あたりの交通事故件数がゾースト郡の市町村中最多、アルンスベルク行政管区の全83市町村中3位の多さであった。2007年で人口1万人あたり67件（州平均は人口1万人あたり37件）であった。
ケルベッケのシュッツェン通りの速度制限が 30 km/h とされた後、2008年の初夏に町の中心部の一般的な交通量緩和に関して議論がなされた。

### 公共機関
2004年までメーネゼーには、エヒトロプ近郊のハール高地にドイツ連邦軍 (FlaRakGrp 21) の駐屯地が2か所あった。これらは1970年代にイギリス占領軍とカナダ軍から引き継いだものである。2005年8月現在この土地は空き地となっており、用途は決まっていない。
ケルベッケの南端に200ベッド以上の大きなユースホステルがある。2008年5月からこのユースホステルはセミナーハウス「ヨーゼフ＝ヨース＝ハウス」として利用されている。

### メディア
メーネゼーではゾースト・アンツァイガーが刊行されており、ローカルニュースをインターネットでも配信している。ローカルニュースは、メディアグループ DerWesten のニュースポータルで閲覧することもできる。WDR-テレビは、ジーゲンスタジオからメーネゼーに放送を行っている。

### 教育
メーネゼーには、基礎課程学校連合がある。この基礎課程学校連合は、ケルベッケ地区（本部所在地）のパンクラティウス＝シューレ、フェリングハウゼン地区のハイトベルクシューレ、ギュネ地区の聖アントニス＝シューレで構成されている。ケルベッケにはさらにゼクンダーシューレのメーネゼー＝シューレがある。
ゾースト市民大学はメーネゼーに分校を有している。

## 人物

### ゆかりの人物
- アルベルト・レンガー＝パッチュ（1897年 - 1966年）写真家。ヴァーメルで亡くなった。